# Дзьобак карміновий
Дзьоба́к карміновий (Dinopium psarodes) — вид дятлоподібних птахів родини дятлових (Picidae). Ендемік Шрі-Ланки. Раніше вважався підвидом чорногузого дзьобака, однак був визнаний окремим видом.

## Опис

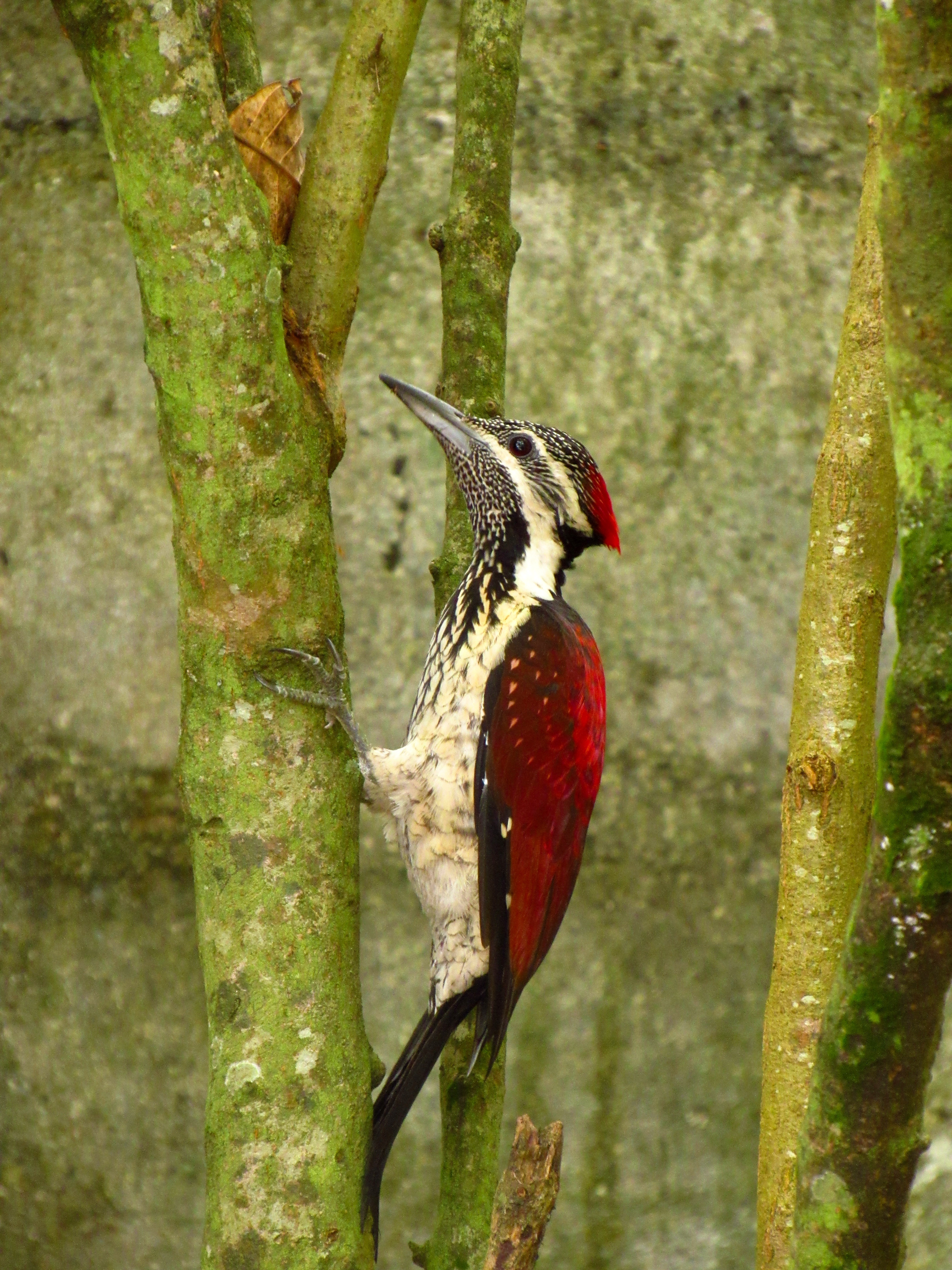
Карміновий дзьобак

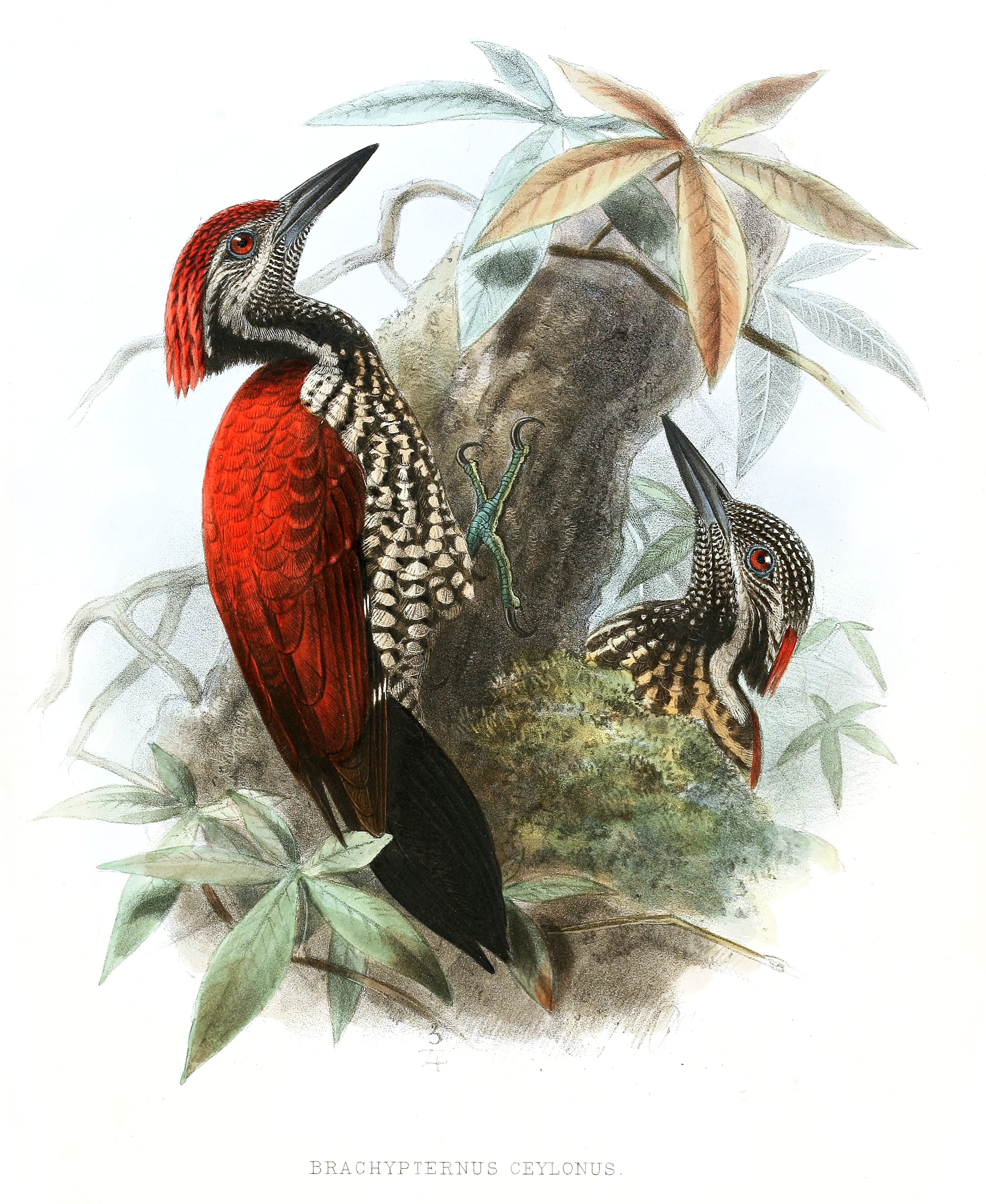
Кармінові дзьобаки

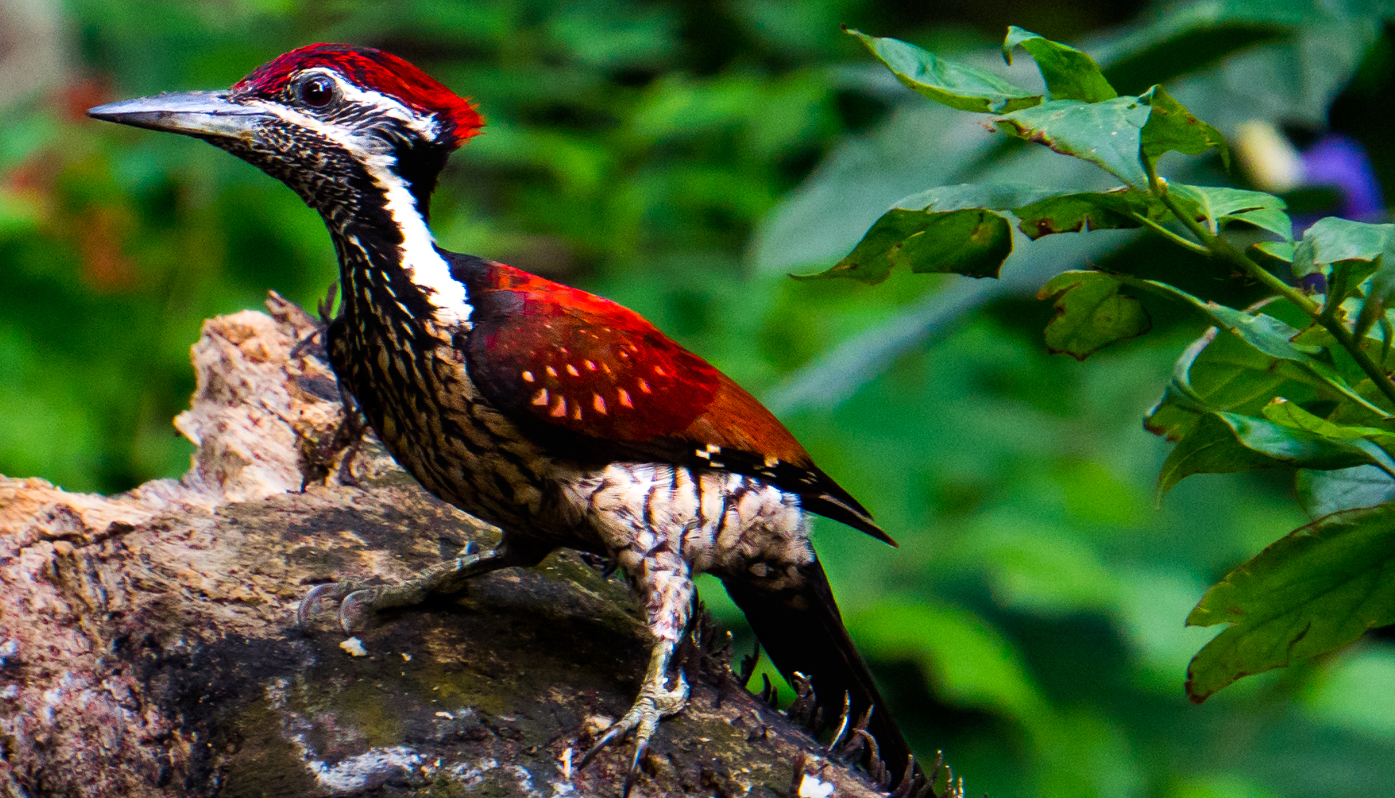
Гібрид кармінового і чорногузого дзьобака

Довжина птаха становить 28 см. У самців потилиця і верхня частина спини чорні, середина спини і плечі карміново-червоні, нижня частина спини і надхвістя чорні, хвіст чорний. Пера на надхвісті і верхні покривні пера хвоста мають червоні кінчики. Верхні покривні пера крил червоні, махові пера чорні. Підборіддя і горло чорні, сильно поцятковані білими плямками. Нижня частина тіла білувата, пера на ній мають чорні краї і кінчики. Верхня частина голови чорна, на тімені є характерний червоний чуб. Від верхнього краю очей до потилиці ідуть широкі білі "брови", через очі ідуть широкі чорні смуги, від основи дзьоба через щоки до шиї і верхньої частини грудей ідуть білі смуги. Райдужки червонувато-карі або червоні, дзьоб відносно довгий, чорнувато-сірий.
У самиць лоб і передня частина тімені чорні, поцятковані дрібними білими плямками, задня частина тімені і чуб у них червоні, як у самців. Молоді птахи мають менш яскраве забарвлення, ніж дорослі птахи. У гібридів кармінових і чорногузих дзьобаків верхня частина тіла може бути або переважно червоною з оранжевими або жовтими плямами (ближче до кармінового дзьобака), або переважно жовтою з червоними або оранжевими плямами (ближче до чорногузого дзьобака).

## Поширення і екологія
Кармінові дзьобаки мешкають в центрі і на півдні острова Шрі-Ланки. Вони живуть у вологих і сухих тропічних лісах, в мангрових лісах, на плантаціях, в парках і садах. Зустрічаються парами або невеликими зграйками, на висоті до 1500 м над рівнем моря. На півночі ареалу кармінові дзьобаки гібридизуються з чорногузими дзьобаками. Зона гібридизації простягається на півночі від Муллайтіву до Маннара і на півдні від Тринкомалі до лагуни Путталам; на північ від цієї зони поширені чорногузі дзьобаки, а на півдні — кармінові дзьобаки.
Кармінові дзьобаки живляться переважно мурахами Camponotus, Meranoplus і Oecophylla smaragdina, їх личинками і лялечками, а також гусінню, довгоносиками, іншими жуками, павуками та іншими безхребетними, іноді також плодами. Птахи шукають їжу в усіх ярусах лісу, а також на землі. Сезон розмноження триває з грудня по вересень. Птахи гніздяться і дуплах дерев, в кладці 2-3 білих яйця. За сезон може вилупитися два виводки.

## Збереження
МСОП класифікує цей вид як такий, що не потребує особливих заходів зі збереження. Кармінові дзьобаки є досить поширеним видом в межах свого ареалу і найбліьш поширеними дятлами на Шрі-Ланці.